# Марсилия
Марсилия, или марси́лея (лат. Marsilea) — род папоротников  семейства Марсилиевые. Включает около 30 видов водных папоротников, которые называют «водный клевер» или «четырёхлистный клевер» по их сходству с клевером.

## Виды
По информации базы данных The Plant List (на июль 2016) род включает 27 видов:
- Marsilea aegyptica Willd.
- Marsilea ancylopoda A. Braun
- Marsilea apposita Launert
- Marsilea burchellii A. Braun
- Marsilea capensis A. Braun
- Marsilea coromandelina Willd.
- Marsilea crenata C. Presl — Марсилия городчатая
- Marsilea crotophora D.M. Johnson
- Marsilea deflexa A. Braun
- Marsilea distorta A. Braun
- Marsilea ephippiocarpa Alston
- Marsilea farinosa Launert
- Marsilea fenestrata Launert
- Marsilea hirsuta R. Br.
- Marsilea macrocarpa C. Presl
- Marsilea macropoda Engelm. ex A. Braun
- Marsilea minuta L.
- Marsilea mollis B.L. Rob. & Fernald
- Marsilea nubica A. Braun
- Marsilea oligospora Goodd.
- Marsilea quadrifolia L. typus[1] — Марсилия четырёхлистная, или Европейский водный клевер
- Marsilea schelpeana Launert — Резнолистный водный клевер
- Marsilea unicornis Launert
- Marsilea vera Launert
- Marsilea vestita Hook. & Grev.
- Marsilea villifolia Brem. & Oberm. ex Alston & Schelpe
- Marsilea villosa Kaulf. — Марсилия реснитчатая, или Реснитчатый водный клевер

Статус указанных видов пока не определён:
- Marsilea aegyptiaca Wall. — Марсилия египетская
- Marsilea azorica Launert & Paiva — Марсилия азорская
- Marsilea strigosa Willd. — Марсилия щетинистая

## Применение

### Использование в питании
Спорангии некоторых марсилий Австралии, таких как Marsilea drummondii, съедобны и называются нгарду или нарду (англ. "nardoo"). Аборигены и ранние белые переселенцы использовали их в пищу только после длительной термической обработки и вымачивания, так как все части Marsilea drummondii содержат фермент тиаминазу, расщепляющий тиамин (витамин B1), вызывающий острый гиповитаминоз и тяжёлое повреждение мозга у лошадей и овец.
Листья Marsilea crenata используются в Индонезии в яванской кухне, особенно в городе Сурабая.

### Аквариумистика
Некоторые виды рода, такие как Marsilea crenata, Marsilea exarata и Marsilea quadrifolia используются как аквариумные растения.